# رافائل سیچوس
رافائل سیچوس (انگلیسی: Rafael Czichos؛ زادهٔ ۱۴ مهٔ ۱۹۹۰) بازیکن فوتبال اهل آلمان است.
از باشگاه‌هایی که در آن بازی کرده‌است می‌توان به باشگاه فوتبال هولشتاین کیل، باشگاه فوتبال کلن، باشگاه فوتبال وولفسبورگ و باشگاه فوتبال قوت-وایس ارفورت اشاره کرد.